# Шуйский, Александр Иванович
Князь Александр Иванович Шуйский (ум. 1601) — рында, воевода и боярин во времена правления Ивана IV Васильевича Грозного, Фёдора Ивановича и Бориса Годунова.
Из княжеского рода Шуйские. Третий сын князя Ивана Андреевича Шуйского (ум. 1573). Брат царя Василия IV Ивановича Шуйского. Также имел братьев, князей: боярина Дмитрия (ум. 1613 умер в польском плену), женатого на родной сестре жены Бориса Фёдоровича Годунова — Екатерине Григорьевне Малютиной-Скуратовой и боярина Ивана (ум. 1638), последнего представителя московской ветви княжеского рода Шуйских, женатого на княжне Марфе Владимировне Долгоруковой (ум. 1634), родной сестре первой жены царя Михаила Фёдоровича — княжны Марии Владимировны.

## Биография

### Служба Ивану Грозному
В 1577 году во время государева похода на Финляндию был оставлен в Новгороде при царевиче Иване Ивановиче. В 1579 году, во время государева похода против Стефана Батория, состоял рындой у большого царевича саадака. В 1581 году упоминается на свадьбе царя Ивана Грозного и Марии Фёдоровны Нагой. В апреле-августе 1582 году местничал с князем Андреем Ивановичем Голицыным.

#### Служба Фёдору Ивановичу
В 1584 году, после смерти Ивана Грозного, был вторым рындой с топором при приёме в Москве польского посла Сапеги. Также в чине рынды упоминается в разрядных книгах в 1585—1586 годах при приёмах и представлениях Государю польских послов.
В 1587 году, когда началась борьба между князьями Шуйскими и Борисом Годуновым, князь Александр Иванович принял сторону своих сородичей, после чего был подвергнут опале и по свидетельству летописца сослан в Буй-город, вместе со своим братом князем Василием Ивановичем, впоследствии ставшим царём. После этого, он не упоминается в исторических документах до 1591 года, когда произошло примирение князей Шуйских с Борисом Годуновым.
В 1591 году князь Александр Иванович, вновь упоминается на дворцовой службе. В этом же году участвует в походе против крымских татар, пришедших под Москву. В борьбе с ними отличился и в награду пожалован золотым, шубой в 60 рублей и серебряный кубок. В 1596 году князь Александр Иванович был пожалован в бояре. В 1597 году участвовал в церемонии приёма посла австрийского императора бургграфа Авраама Донавского.

##### Служба Борису Годунову
В 1598 году, после воцарения Бориса Годунова, участвовал вместе с новым царём в государевом походе к Серпухову против крымских татар. В 1600 году находился на воеводстве в Епифани.
Умер в 1601 году.
Женат на дочери Григория Васильевича Годунова — Анне, которая во втором браке была за князем Петром Арслановичем Урусовым. По родословной росписи показаны бездетными.

## Критика
П. Н. Долгоруков в Российской родословной книге называет отцом князя Александра Ивановича — боярина и князя Ивана Петровича Шуйского.
П. Н. Петров в «Истории родов русского дворянства» называет отцом князя Александра Ивановича — боярина и князя Ивана Андреевича Шуйского. Эти данные подтверждает и М. Г. Спиридов.